# Cerveja no Brasil
O Brasil é o quarto maior mercado de cervejas do mundo, tendo produzido acima de 10 bilhões de litros em 2010 e tido um consumo anual per capita de 53,3 litros.
O mercado brasileiro de cervejas é dominado pelas grandes fábricas, que juntas detêm 98,2% do market share. AmBev, Cervejaria Petrópolis e Heineken, empresas que dominam o mercado, disponibilizam basicamente cervejas do estilo Standard American Lager (cerveja de baixa fermentação padrão americano, em sua maioria feita não apenas com malte de cevada mas também com adjuntos como a high maltose - xarope de milho). Os outros 1,8% são representados pelas cervejas artesanais, que produzem os mais variados estilos.
Em 1999, as marcas mais famosas de cerveja estavam distribuídas entre dez cervejarias, em 2015 a quantidade reduziu à metade, após fusões e aquisições no mercado brasileiro.
Durante o verão, o consumo da bebida torna-se bem mais elevado. No período do Carnaval há uma explosão de consumo, chegando a 400 milhões de litros em 4 dias (em torno de 4% da produção anual). Em novembro, com a proximidade do verão, o investimento em marketing no setor triplica.
Na Oktoberfest, em Blumenau, o consumo chega a ultrapassar 400.000 litros, em 18 dias de festa.

## Mercado
A maioria do mercado pertence à AmBev, proprietária das marcas Brahma, Antarctica, Bohemia e Skol. Se tornou a maior cervejaria brasileira em 1999 com a fusão das duas maiores marcas, Brahma e Antarctica. Em 2004, a Ambev se juntou com a belga Interbrew, para formar a maior cervejaria do mundo, conhecida como InBev. Em 2009 a InBev se juntou com a americana Anheuser-Busch e formou a AB InBev.
Em 2002, a americana Molson Coors comprou a segunda maior cervejaria brasileira, Kaiser. Em 2006, a mexicana FEMSA Cerveza adquiriu 68% da Kaiser da Molson Coors. Em 2010, a Heineken comprou a FEMSA, incluindo a unidade brasileira.
A partir de meados dos anos 90 teve início no país um movimento de revolução das micro cervejarias. Inicialmente com mais força nas regiões de imigração alemã, como Santa Catarina e Rio Grande do Sul, o movimento era limitado regionalmente, porque a cerveja artesanal fabricada era servida como chopp somente nas localidades mais próximas.
A produção de chopp somente para o consumo local também era o objetivo das micro cervejarias que começavam a surgir em São Paulo (e interior), Rio de Janeiro e Belo Horizonte. Só em meados dos anos 2000 começaram a se aventurar no mercado da cerveja artesanal engarrafada, arriscando novos estilos e novas estratégias de marketing.
Esse mercado vive um momento de ascensão, com a premiação de cervejas brasileiras em concursos internacionais e a descoberta por parte do público consumidor.
Na última década notou-se também um maior interesse por cervejas especiais em geral, com o aumento da importação de cervejas especiais europeias. Essas cervejas importadas normalmente custam mais caro do que as cervejas artesanais locais.
Market share em 2009:
AmBev (InBev) (70%),
Grupo Schincariol (11,6%),
Cervejaria Petrópolis (9,8%),
Heineken (6,9%),
Outros (1,73%).
Marcas mais populares em 2005:
Skol (32,6%),
Brahma (20,4%),
Antarctica (13,6%),
Nova Schin (10,2%),
Kaiser (8,9%).